# إنزرسفيلد
إنزرسفيلد (بالألمانية: Enzersfeld) هي بلدة في منطقة كورنوبورغ في ولاية النمسا السفلى.